# Finlandia en los Juegos Paralímpicos de Tokio 2020
Finlandia estuvo representada en los Juegos Paralímpicos de Tokio 2020 por un total de dieciséis deportistas, once hombres y cinco mujeres.

## Medallistas
El equipo paralímpico finlandés obtuvo las siguientes medallas:
| Nombre             | Deporte   | Evento                |
| ------------------ | --------- | --------------------- |
| Oro                |           |                       |
| Toni Piispanen     | Atletismo | 200 m T51 masculino   |
| Plata              |           |                       |
| Amanda Kotaja      | Atletismo | 100 m T54 femenino    |
| Toni Piispanen     | Atletismo | 100 m T51 masculino   |
| Leo-Pekka Tähti    | Atletismo | 100 m T54 masculino   |
| Bronce             |           |                       |
| Marjaana Heikkinen | Atletismo | Jabalina F34 femenino |